# Muralla musulmana de Madrid
La muralla musulmana de Madrid, conocida como muralla árabe de Madrid, y de la que se conservan algunos vestigios, se encuentra en la ciudad española del mismo nombre y es probablemente la construcción en pie más antigua de la ciudad. Se edificó en el siglo IX, durante la dominación musulmana de la península ibérica, en un promontorio situado junto al río Manzanares. Formaba parte de una fortaleza, alrededor de la cual se fue desarrollando el núcleo urbano de Madrid. Fue declarada Monumento Histórico-Artístico en el año 1954.
Los restos de mayor importancia, con un interés más arqueológico que artístico, se hallan en la cuesta de la Vega, junto a la cripta de la catedral de la Almudena. Han sido integrados en el parque de Mohamed I, llamado así en referencia a Muhammad I de Córdoba (transcrito como Mohamed), considerado el fundador de la ciudad.
En la calle Mayor, en el número 83, junto al viaducto que salva la calle de Segovia, se mantienen en pie las ruinas de la torre de Narigües, que probablemente hubiese sido una torre albarrana, con una localización separada de la muralla propiamente dicha, pero unida a esta a través de un muro. Su función era la de servir de otero.
En el siglo XX se destruyeron algunos restos. Los lienzos existentes a la altura del número 12 de la calle de Bailén se perdieron con la construcción de un bloque de viviendas, si bien algunos muros se integraron en la estructura del edificio, en su parte inferior. La remodelación de la plaza de Oriente, finalizada en 1996, significó el descubrimiento y posterior desaparición de numerosos restos.[cita requerida] No es el caso de la atalaya conocida como torre de los Huesos, cuya base se exhibe en el aparcamiento subterráneo de la citada plaza.
Entre 1999 y 2000, se puso al descubierto otro tramo, de unos 70 m de longitud, bajo la plaza de la Armería, formada por las fachadas principales del Palacio Real y de la catedral de la Almudena. Fue excavado durante las obras de construcción del Museo de Colecciones Reales y podría corresponder a la puerta de la Sagra, uno de los accesos al recinto amurallado.

## Contexto histórico

### Los recintos amurallados en al-Ándalus

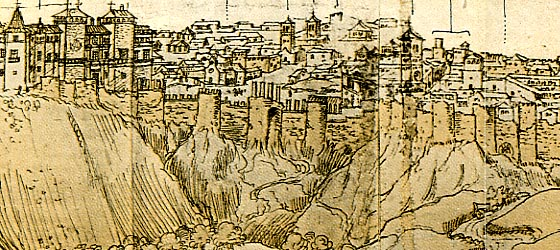
Detalle del dibujo realizado por Anton Van der Wyngaerde en 1562, donde se aprecia la muralla musulmana de Madrid, desde el desaparecido alcázar, a la izquierda, hasta la puerta de la Vega, a la derecha.

A la hora de estudiar el urbanismo musulmán es necesario en primera instancia evitar una serie de tópicos muy habituales en torno al tema. En primer lugar, lejos de lo que se suele afirmar al comparar las ciudades musulmanas con las cristianas, las primeras no son un cúmulo de edificios sin orden alguno. Todo lo contrario, pues, tal y como dice Torres Balbás, «la islamización supuso un molde uniforme urbano, consecuencia de una forma de vida». Por ejemplo, el hecho de encontrar calles sinuosas responde a un contexto en el que la defensa es una necesidad primordial.
En lo que respecta a la muralla, esta cumple una función múltiple. Las ciudades árabes tienen por núcleo principal una medina, en la que se hallaban, entre otros edificios, la mezquita mayor, la alcaicería o el hammam, y esta está rodeada por una muralla, se deduce la función defensiva, simbólica y administrativa que tiene el recinto amurallado. En Madrid ocurre lo mismo, y la muralla estaba llamada a proteger la zona fundamental de la ciudad —no solo del exterior, sino también de posibles revueltas internas provenientes de los arrabales (también posiblemente amurallados)—, a que a través de los muros se hiciese una diferenciación de espacios y a que, gracias a las puertas —tres en este caso— se pudiese hacer un control impositivo.
De este modo, la ciudad estaría dividida entre medina, o centro de la vida religiosa y comercial, y rabad, los «populosos barrios extramuros». Desde el punto de vista urbanístico, la muralla condicionaría el urbanismo a través de sus puertas y su trazado: de sus puertas porque a través de ellas discurrirían las calles de mayor afluencia y de su trazado porque los barrios oscilarían en torno a él.
En este apartado también se podría hablar de las diferentes propuestas a la hora de levantar una muralla, desde los materiales empleados hasta el modelo para adaptarse a la orografía del terreno. Sin embargo, prácticamente hay tantos modelos como casos.

### El Madrid medieval

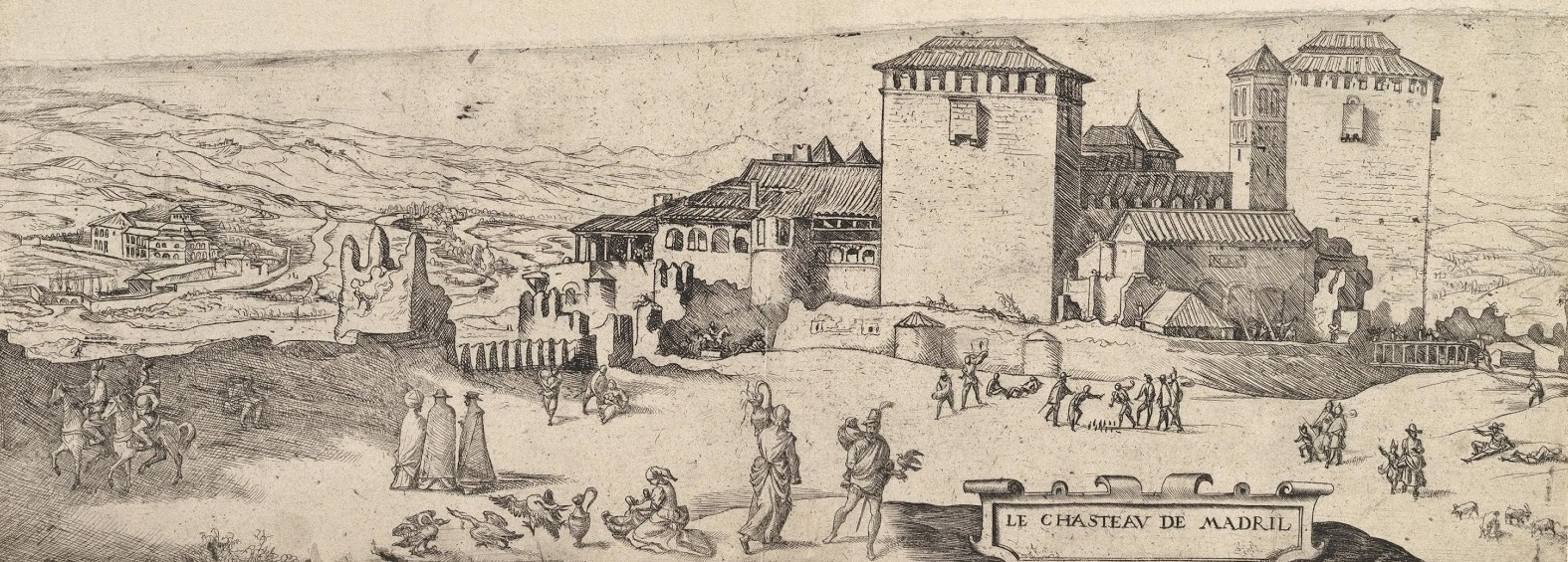
Dibujo del alcázar de Madrid de J. Cornelius Vermeyenen, realizado hacia 1534-1535. En la parte izquierda se observa parte de la muralla musulmana, que, en el, presentaba un visible estado de deterioro.

La construcción de esta muralla se vincula directamente con el origen de Madrid. Fue mandada levantar por el emir cordobés Muhammad I (852-886), en una fecha indeterminada comprendida entre los años 860 y 880, según un texto de al-Himyari. Se hizo en una zona no elegida por casualidad: había una amplia vega cultivable y fácil acceso a reservas acuíferas. Defendía la almudaina o ciudadela musulmana de Mayrit (primer nombre de la ciudad), emplazada en el lugar que actualmente ocupa el Palacio Real.
Según los cronistas musulmanes de la época, la muralla presentaba una gran calidad en su factura y en sus materiales de construcción. El historiador Jerónimo de Quintana se hizo eco de estas crónicas en el siguiente texto del siglo XVII: «fortíssima de cal y canto y argamasa, leuantada y gruessa, de doze pies [casi tres metros y medio] en ancho, con grandes cubos, torres, barbacanas y fosos».
El conjunto fortificado tenía como misión vigilar el camino fluvial del Manzanares, que comunicaba los pasos de la Sierra de Guadarrama con Toledo, amenazado por las incursiones de los reinos cristianos del norte peninsular. Se regía como un ribat o comunidad al mismo tiempo religiosa y militar.
El recinto amurallado de Mayrit estaba integrado dentro de un complejo sistema defensivo, que se extendía por diferentes puntos de la Comunidad de Madrid. Entre ellos cabe citar el de Talamanca de Jarama, el de Qal'-at'-Abd-Al-Salam (Alcalá de Henares) y el de Qal'-at-Jalifa (Villaviciosa de Odón). No obstante, no hay que pensar en Mayrit como un núcleo de gran entidad, sino como uno más de los muchos que había —tanto es así que a veces es difícil encontrar referencias a la ciudad en las crónicas—.
En el siglo X el califa de Córdoba Abd al Rahmman III ordenó reforzar la muralla, después de sufrir varias situaciones de peligro, como la avanzadilla cristiana del rey Ramiro II de León, en el 932. En el año 977, Almanzor eligió la fortaleza de Mayrit como punto de origen de su campaña militar.
Con la conquista cristiana de Mayrit en el siglo XI, el primitivo recinto amurallado fue ampliado, levantándose uno de mayor perímetro, conocido como muralla cristiana de Madrid. Así, el núcleo madrileño no perdería su función defensiva en ningún momento.
Según la leyenda, la imagen de Santa María la Real de la Almudena, antes denominada Santa María la Mayor, se encontró en el año 1085 (supuestamente, tres siglos después de que los cristianos la escondieran de los musulmanes) en la conquista de la ciudad por el Rey Alfonso VI, en uno de los cubos de la muralla, cercana a la llamada puerta de la Vega, y colocada en la antigua Mezquita, para su culto y devoción por la Corte y el pueblo de Madrid.

## Características

### Datos generales

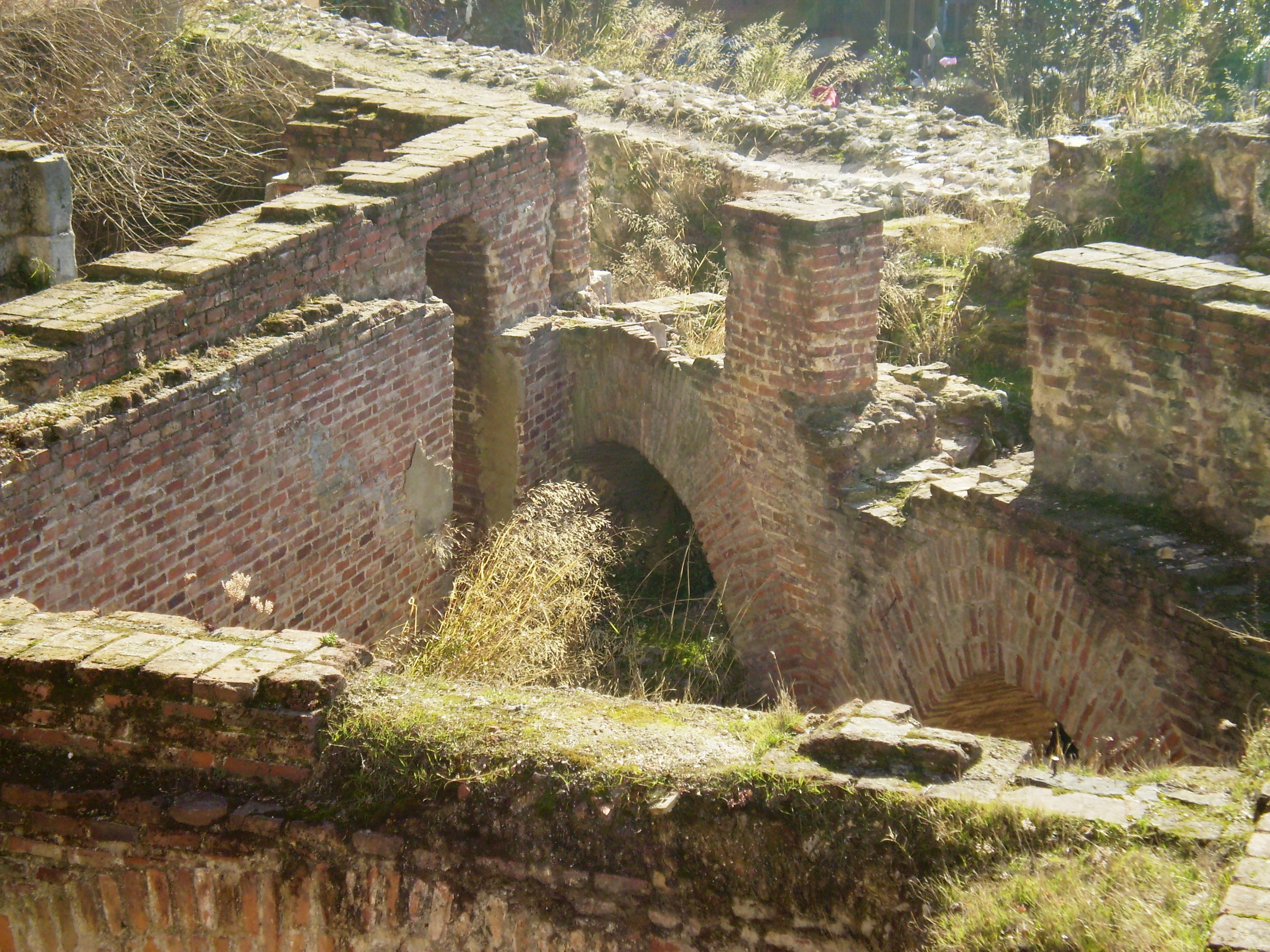
Otra vista de los vestigios del parque de Mohamed I.

La muralla musulmana de Madrid protegía un conjunto fortificado, en el que destacaban tres edificios principales: el alcázar, la mezquita y la casa del emir o gobernador.
Arrancaba directamente del alcázar, desde su parte meridional, quedando los otros tres lados del edificio al descubierto, ya que lo abrupto del terreno no hacía necesaria una fortificación mayor del mismo. Hacia el oeste, los escarpes situados sobre la vega del río Manzanares constituían una defensa natural del alcázar; similar función cumplían los barrancos y quebradas del arroyo del Arenal, hacia el norte y hacia el este.
Su longitud total era de aproximadamente 980 metros y encerraba una superficie de unas cuatro hectáreas. Tenía un foso exterior solo en su tramo oriental, el único donde el terreno presentaba una altura incluso superior a la de la propia muralla.
Alrededor de la muralla, existían diferentes atalayas independientes, si bien sólo se tiene constancia histórica de la torre de los Huesos, llamada así por su proximidad con un cementerio. Fue construida en el siglo XI antes de la conquista de Madrid por el rey Alfonso VI de Castilla e integrada en la muralla cristiana como torre albarrana.
Fuera del recinto amurallado, existían diferentes terrenos públicos dedicados al esparcimiento y a los juegos ecuestres (almusara), además de un barrio árabe o medina y un arrabal cristiano o mozárabe.

### Puertas

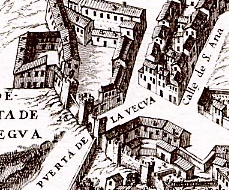
Detalle de la puerta de la Vega, en el plano de Pedro Teixeira, de 1656.

El recinto amurallado constaba de tres puertas, de acceso directo y sin recodo:
- la puerta de la Vega, situada en la actual cuesta de la Vega, comunicaba el recinto militar con las vegas del río Manzanares y los caminos de Castilla y Extremadura. Pudo estar ubicada en el lugar que hoy ocupa la hornacina exterior de la Virgen de la Almudena, junto a la cripta de la catedral homónima;
- la puerta de la Mezquita o Arco de Santa María conducía al núcleo civil desarrollado fuera de la fortaleza, a través de la actual calle Mayor;
- la puerta de la Sagra, de la Xagra o del Campo iba a parar a las huertas, por la actual calle de Bailén, en semiesquina con la plaza de Oriente.

Desde una perspectiva arqueológica, la puerta de la Vega es la que más datos ofrece, tanto por las referencias existentes como por los datos extrapolados de las excavaciones. Se ha documentado la cimentación de uno de los cubos que flanquearían, en origen, dicha puerta. Las dimensiones del acceso, según los datos extraídos de las excavaciones, serían de 4,5 por 3,5 metros. Tipológicamente es una puerta estrecha, entre dos torres y con un desarrollo escaso. Tras las actuaciones arqueológicas solo se han conservado los cimientos, pero estos se hallan fuera de su posición original.

### Torres
La muralla estaba ordenada en diferentes torres, de planta cuadrangular —de entre 3,3 y 2,4 metros de lado, según la torre— y con zarpa en la base, con una disposición poco saliente con respecto al muro principal. Se sucedían aproximadamente cada 20 metros. Sus lienzos combinaban cantería de sílex y piedra caliza.
A pesar de las medidas, en la actualidad apenas resaltan respecto al paramento en el que están enmarcadas. En el tramo que debe servir forzosamente como guía por ser el mejor conservado, el del parque Mohamed I, cuenta con unos veinte metros de separación entre torre y torre, albergando un total de seis —lo cierto es que falta una, pero está constatada su base—. Las torres sirven para confirmar una vez más que se está ante un recinto de corte islámico. Esto se deduce por la forma de las torres, pues por lo general las cristianas están dotadas de una forma semicircular, claramente alejadas de las que se aprecian en el parque Muhammad I.

## Fragmentos visibles

### Parque Mohamed I

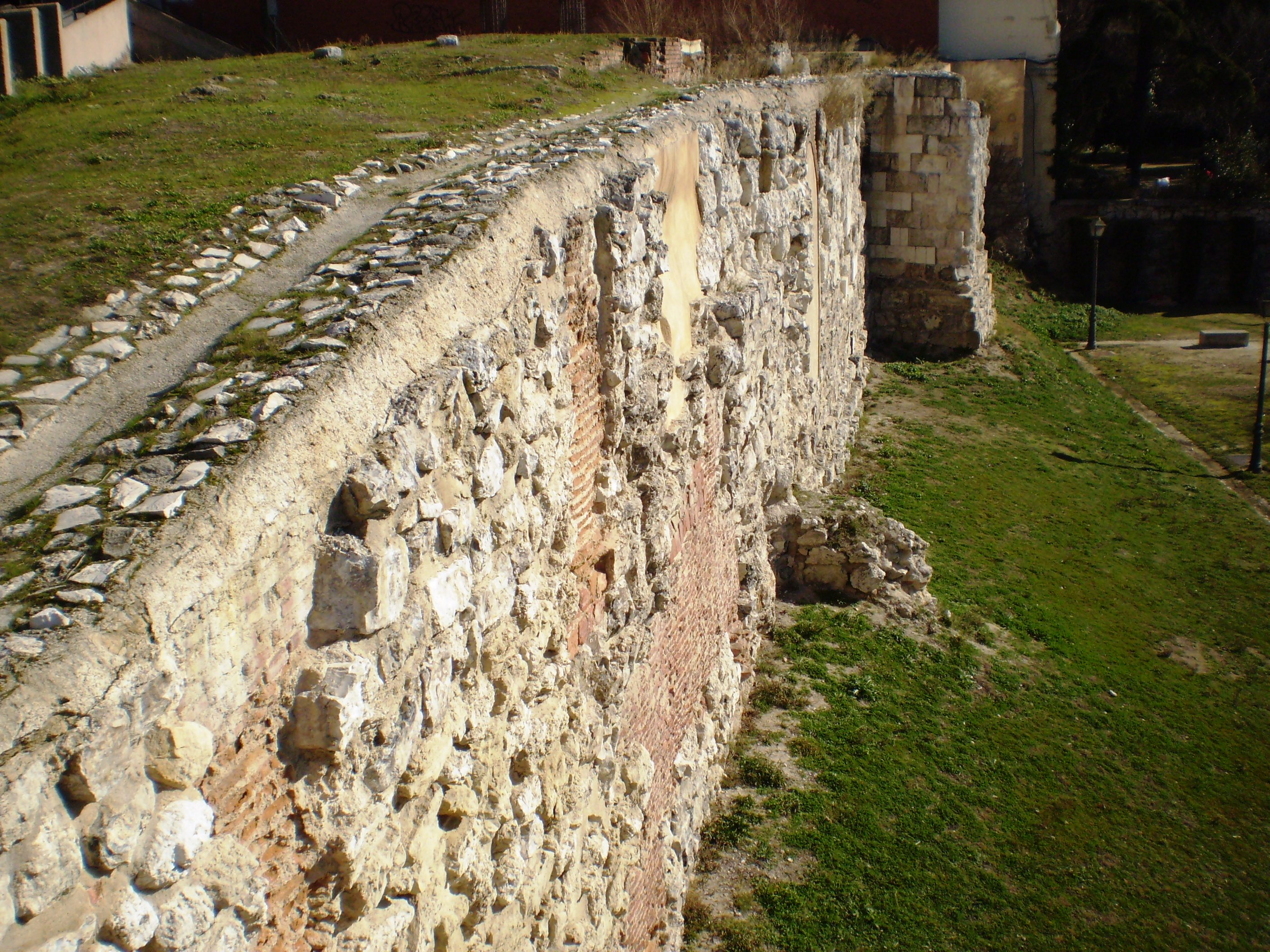
Restos de la muralla musulmana de Madrid, en la cuesta de la Vega, integrados dentro del parque de Mohamed I.

Se trata del fragmento más importante, tanto por lo conservado como por su disposición a la hora de ser visitado. Las excavaciones realizadas en él en 1972-1975 y 1985 en adelante han sido complementadas con el derribo de un edificio decimonónico que se asentaba sobre el propio lienzo, y que arrojó muchos datos. Esto se produjo dos años después de 1985, lo cual supuso también una restauración y puesta en valor del tramo de la muralla.
Tiene a la vista, aproximadamente, unos 120 metros de longitud. Esta parte de la muralla se ha conservado por haber sido utilizada como muro de carga en edificios de época moderna, que tras su demolición han permitido que los restos afloren. Sin embargo, el hecho de que haya sido utilizado como cimiento no debe pasar por alto, pues toda la muralla ha podido tener tal destino. Al parecer, numerosos tramos de la muralla fueron reedificados y remodelados, y otros quizá sufrieron más en el transcurso de la historia.
Se trata de un lienzo de una anchura en torno a los 2,6 metros, algo bastante coherente si se pone en relación con el tamaño de las torres que se hallan alrededor del mismo. Son dos paramentos exteriores que en su interior cuentan con mampostería a modo de núcleo. La mampostería se encuentra unida con argamasa de cal. Es interesante que todos los materiales que conforman el lienzo pertenezcan a zonas relativamente cercanas a la ciudad, lo cual reafirma una vez más el interesante papel geoestratégico de la elevación en la que surge la ciudad islámica.
Profundizando en los dos paramentos, sus partes inferiores están formadas por bloques de sílex de gran tamaño, tallados únicamente en su cara externa y ligeramente desbastados —aunque no modelados— en el interior. A partir de ahí se levantan sillares de piedra caliza, ofreciendo una nueva constatación de que el trazado es de origen andalusí, pues los materiales siguen el estilo de aparejo cordobés, el cual es una constante en los siglos en los que se desarrolla la vida en Madrid. El aparejo cordobés consiste en un sillar a soga —la parte más larga del mismo al exterior— y dos o tres a tizón —la parte corta visible—. Esto es difícil de apreciar a lo largo del lienzo, debido al paso del tiempo. De hecho, es posible que la muralla fuese remodelada en el siglo X tras un asedio de Ramiro II de León, pero en ningún caso reconstruida.
Constatar a pie de muro el aparejo cordobés puede ser difícil, pues cuando se puso en valor a finales de la década de 1980 se aplicó un enlucido en blanco, que si bien estaba encaminado a ocultar algunos parches implantados en la muralla durante su etapa como muro de carga también ocultó algunos detalles. Por otro lado, el pequeño arco que se aprecia tapado pudiera ser una suerte de desagüe sin mayor interés, lo cual se deduce por la documentación de época moderna, que señala el paso de un pequeño arroyo por esa zona. Para intentar ofrecer una perspectiva más histórica se recreó un pequeño talud para intentar reconstruir el ambiente de época, tan transformado por el crecimiento de Madrid.

### Calle Bailén 12
La calle Bailén n.º 12 es un edificio cimentado en restos de la muralla. Este se construyó los años 1970, y, a pesar de que por aquel entonces ya era Monumento Histórico Artístico, un par de tramos de la muralla junto con una torre fueron destruidos —uno para hacer sitio al inmueble y otro para dar paso a sus inquilinos—.
El edificio, sin embargo, conserva algunos vestigios del lienzo en muy mal estado, pues en la actualidad forman parte de su garaje privado. Son restos muy similares a los del parque Muhammad I, pues se trata de una prolongación de los mismos.
La incomprensible destrucción vino acompañada de algunas labores de documentación, y hoy se sabe que tenía una anchura aproximada de 2,5 metros —un poco más estrecha que la del tramo que ya se ha visto— y ofreció una posibilidad que no se suele tener: la disección del muro. Los datos referentes al núcleo de mampostería con argamasa de cal vienen dados por esta construcción.

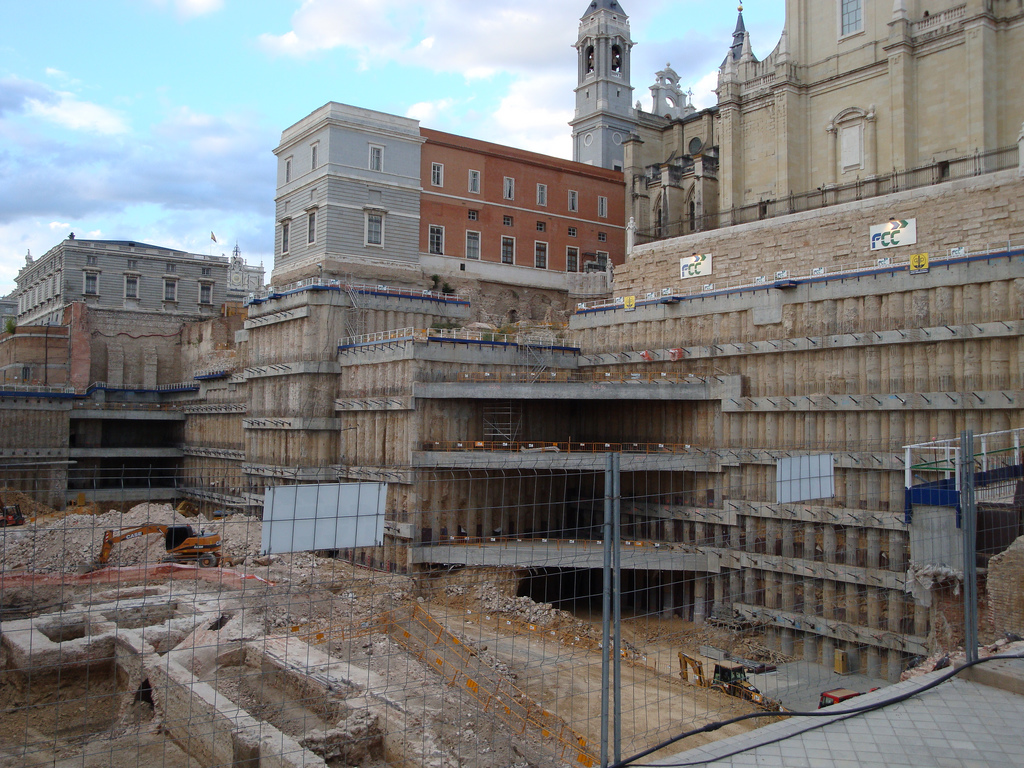
Obras de construcción del Museo de Colecciones Reales (MCCRR) (2008), donde se han hallado restos de la muralla árabe.

### Futuro Museo de las Colecciones Reales
Existe otro gran tramo de las murallas árabes constatado a finales de los años 90, justo enfrente de la catedral de la Almudena. Estos restos han aflorado en el marco de la construcción del futuro Museo de Colecciones Reales. Al ser una zona en la que es imposible realizar cualquier tipo de cata arqueológica, el especialista Alain Kermovan trazó el recorrido a través de detectores radioeléctricos, sin levantar el pavimento.
Son dos lienzos de época islámica, que entre ambos suman unos 70 metros aproximadamente. Los materiales utilizados son los mismos, así como la técnica constructiva, pero no el grosor: este supera, de media, los 3,2 metros, siendo algo más ancho que lo visto anteriormente. Aquí sí se ha podido constatar la altura, que oscila en torno a los 7 metros, aunque esto se constata únicamente de un tramo, pues el otro está arrasado por completo.

## Excavaciones arqueológicas
Hasta 1985, las excavaciones arqueológicas en el casco urbano de Madrid únicamente tenían por protagonistas elementos visibles, como recintos fortificados o iglesias. Eso, para el estudio de la muralla musulmana, supone que ya desde las primeras excavaciones de fines del siglo XVIII y principios del XIX se han venido llevando a cabo tareas arqueológicas.
En el siglo XX, hay algunos avances respecto a la muralla. El Instituto Arqueológico de Madrid, en las décadas de los sesenta y los setenta, lleva a cabo algunas tareas encaminadas a proteger el primer y el segundo recinto, dado que ambos habían sido declarados «monumentos» en la década de los cincuenta. Así, se llevaron a cabo campañas arqueológicas en algunas zonas como la Cuesta de la Vega —entre 1972 y 1975— o la calle Mayor.
La escasez de restos visibles juega en contra de las excavaciones a la hora de encontrar actuaciones relacionadas con el recinto amurallado musulmán. Desde 1985 se ha excavado en la Cuesta de la Vega, poniendo en valor el tramo más importante de este recinto configurando el denominado parque de Muhammad I, en honor al fundador de la ciudad.

## Marco legal
El punto de partida es la ley de 7 de julio de 1911, sobre las normas a que habían de someterse las excavaciones artísticas y científicas. Durante 20 años cualquier tipo de acción llevada a cabo sobre un yacimiento arqueológico estuvo supeditada por esa ley, que también era aplicable a los hallazgos paleontológicos, frecuentes en la ciudad. La siguiente modificación sería en 1933, cuando la protección de restos arqueológicos queda bajo la Ley de defensa, conservación y acrecentamiento del patrimonio histórico-artístico nacional.
En lo que atañe estrictamente al recinto amurallado, su cobertura legal es ampliada en 1949, con un decreto sobre protección de Castillos que, cinco años después, en 1954, auspiciaría el nombramiento de Monumento Nacional tanto al recinto árabe como al cristiano. Un año más tarde la ley de 1933 sería actualizada, y la legislación en torno a las murallas permanecería tal cual durante casi treinta años.
Con la caída del régimen franquista llega el Estado de las Autonomías, y de la mano de este se transfieren a las comunidades autónomas las competencias en lo que respecta, en líneas generales, a la arqueología. Así, en 1985 se promulga la Ley de Patrimonio Histórico Español, y un año más tarde, en 1986, su reglamento. En este reglamento se habla específicamente de los bienes que pertenecen al patrimonio histórico español (artículo 40), se conceptualizan los términos «excavación» y «prospección arqueológica» (artículo 41) y se determina la ejecución de las mismas (artículo 43).
Ambas leyes se complementan, en lo que respecta a las murallas, con el Plan General de Madrid, de 1985. Este define tres niveles de protección en función del tipo de yacimiento arqueológico ante el que se esté:
- Nivel 1: hay que hacer un informe en el plazo máximo de un mes, realizando sondeos si se considera necesario. Si es positivo, se eleva a Nivel 2.
- Nivel 2: obligación de realizar un informe arqueológico, que de resultar favorable al yacimiento este pasaría al nivel superior.
- Nivel 3: yacimientos que «por su importancia no pueden ser destruidos bajo ningún concepto».

En la práctica, las murallas están definidas por la declaración de Bien de Interés Nacional, y se insta a la protección de «tanto las zonas descubiertas como de todos los fragmentos que en lo sucesivo puedan aparecer». Además, están declaradas oficialmente como «zona tres de Máxima Protección Arqueológica».